# 世界洋

連續的水體包圍著地球来转，世界海洋被劃分成主要的幾個區域並互相對流。五大洋通常是指：太平洋、大西洋、印度洋、北冰洋和南冰洋這五大海域

世界大洋（英語：World Ocean）是個接連全球的海洋或海灣、海峽的系統。除了內流河及鹹水湖外，它包含了世界上大部分的水域，世界大洋的連結性和統一性所致海中物質的交流對於海洋學相當重要。

## 概念發展
人類在古代就建立出「世界大洋亙古以另一種形式存於這地球上」的觀念；習慣上，世界大洋會因大陸或其它特點而被分成太平洋、大西洋、印度洋、北冰洋和南冰洋五大洋。而在早期分類上，南冰洋常常會被歸類為太平洋、大西洋、印度洋的南部，而有四大洋之稱。另外北冰洋在傳統分類上常寫作「北極海」，歸於大西洋之中。
俄國海洋學家尤里·米哈伊洛維奇·紹卡利斯基（Юлий Михайлович Шокальский）在20世紀初就描述了世界大洋的基本觀念──唯一、連貫且包圍著地球的大洋。連綿的世界海洋可能形象化地圍繞著南冰洋，而從南冰洋向北延伸到大西洋、印度洋和太平洋，則能看作為海灣。再進一步向北，大西洋聯入北冰洋，再由白令海重新接回太平洋。

## 五大洋
- 太平洋是所有大洋中最大的一個，並且從南冰洋直接連貫之北冰洋。它跨過澳洲、亞洲、北美洲和大洋洲之間的海域，並且交南大西洋於南美洲的合恩角。
- 大西洋是第二大洋，其位於在南美洲、非洲、北美洲和歐洲之間，而由南部接南極海向北極海流去。而大西洋交印度洋於非洲南部在厄加勒斯海角。
- 印度洋則對著印度在非洲和澳洲之間從南冰洋向北延伸而去，進而在澳洲附近流入太平洋西部。
- 南冰洋是五大洋中第二小的海洋，其海水大部分被覆蓋於冰層之下，被覆蓋量的多寡隨四季邊遷而變化。過去常被稱為「南極海」，至2021年6月才正式被國際地理學會公告認定南冰洋與其定義區域。
- 北冰洋是五大洋中最小的。它由鄰近的格陵蘭和冰島流入大西洋，也同時經白令海加入太平洋。它位於北極，與在西半球的北美洲和在東半球的斯堪的那維亞、亞洲相連。北極海部份海域被蓋在海冰之下，覆蓋面積根據季節而改變。一些當局政府不認為北極海是個真正的海洋，因為它主要被圍在大陸中以唯一有水的地方，並有限地與三大洋對流。因此，部分人會誤認它是大西洋的海，稱作「北極海」。